# Vains of Jenna
Vains of Jenna — шведская слиз-рок-группа, созданная в 2005 году в городе Фалькенберг. Затем группа переехала в Лос-Анджелес, хотя на данный момент большинство её участников вернулись и в Швецию.

## История
Vains of Jenna были основаны в начале 2005 года в шведском городе Фалькенберг вокалистом/гитаристом Лиззи Дивайном (Secondskin) и басистом Джей Пи Уайтом. Немного порепетировав вместе, Уайт предложил присоединиться своему брату Джеки Стоуну, игравшему на барабанах. После рассмотра нескольких кандидатур на место лидер гитариста, они остановили выбор на Ники Кине. Ники Кин и Джеки Стоун были самыми молодымы участниками группы, на тот момент их возраст составлял 18 лет. Наибольшее влияние на них оказали группы Guns N' Roses, The Rolling Stones, Aerosmith, Mötley Crüe, Nirvana и Hanoi Rocks. Название «Vains of Jenna» было придумано Джей Пи Уайтом, написавшим десять различных названий на бумаге, первое из которых и стало названием группы. В сущности, оно ничего не означает.
В том же году группе было предложено выступить на Crüe Fest в Голливудском клубе Whskey A Go-Go. Они согласились и отправились на шоу в Калифорнию. На тот момент группа записала лишь четырёхпесенное демо, содержащее песни «No One’s Gonna Do It For You», «Hard to Be Vain», «Heartbreak Suicide» и «A.S.A.D.»
Во время своего выступления на Crüe Fest Vains of Jenna привлекли внимание Стиви Рэйчелла из группы Tuff, владеющего веб-сайтом Metal Sludge и ставшего их менеджером. После тура по Великобритании группа переезжает в Калифорнию. Группа активно ездит по территории США, часто выступая в клубах с возрастным цензом от 21 года. Из-за этого, половине группы приходится ждать начала концерта снаружи, а закончив играть сразу же покидать клуб.
В том же году они выпускают мини-альбом Baby’s Got a Secret, который включая кавер-версию песни The Rolling Stones «Jumpin' Jack Flash», выложенную для свободного скачивания на их сайте. И записывают несколько демок, спродюсированных бывшим гитаристом Guns N' Roses Гилби Кларком, две из которых впоследствии войдут в сборник 2006 года The Demos.
В июле 2006 года группа отправляется в тур по Восточному побережью США. Тур прерывается после того, как Бэм Марджера из шоу Чудаки предлагает группе контракт со своим лейблом Filthy Note Records, созданным незадолго до этого. Марджера продюсирует и снимает клип на песню «No One’s Gonna Do It for You», съёмки которого проходили в его особняке в Пенсильвании, и использует песню «Don’t Give a Damn» в качестве музыкальной темы для своего нового шоу Bam's Unholy Union, в двух эпизодах которого снялась группа.
О группе начинают писать в таких международных журналах как Spin, Metal Edge, Revolver, Blender, Hustler. А её участники снимаются в различных телешоу, включая Jackass 24 на MTV и LA Ink вместе с поклонницей и подругой группы Кэт Вон Ди. Группа приняла участие в качестве гостей её телешоу и выступила на фестивале MusInk, который она вела.
24 октября 2006 года на полках магазинов появляется дебютный альбом Lit Up/Let Down.
Летом 2007 года, Vains of Jenna заменили White Lion в их совместном туре с Poison и Ratt, после того, как стало известно, что они не смогут принять участие. Они гастролировали по США в качестве разогревающей группы, а осенью того же года присоединились к туру Бэма Марджеры Viva La Bands, вместе с Cradle of Filth, Gwar и CKY. Во время тура Viva La Bands, Джей Пи Уайт и Ники Кин подрались с тур-менеджером Cradle of Filth, что чуть не привело к снятию Vains of Jenna с тура.
4 сентября выходит сборник Viva la Bands, Vol. 2, в который помимо песен прочих исполнителей вошла новая песня Vains of Jenna «Enemy in Me», записанная специально для сборника.
В конце 2008 и начале 2009 годом они отправляются в европейский тур, выступив в Великобритании, Италии, Шотландии, Дании и Швеции, а в июне выступают на фестивале Sweden Rock.
Вернувшись в США, Vains of Jenna принимаются за написание нового альбома. Продюсером диска становится гитарист Wildside Брент Вудс. В июле 2009 года группа выкладывает на iTunes новую песню «Get It On». 15 сентября выходит второй альбом The Art of Telling Lies, содержащий перезаписанную «Enemy in Me» и кавер-версию песни Тома Петти «Refugee». Группа снимает видеоклип на сингл «Get It On» и отправляется в Нью-Йорк для съёмок видеоклипа на следующий сингл «Mind Pollution».
15 марта 2010 года, Лиззи Дивайн и Vains of Jenna объявляют, что их пути расходятся. Меньше чем через неделю после ухода Дивайна, оставшиеся участники нанимают американца Джесси Форте, с которым познакомилась в 2009 году в клубе Cat Club, где его группа Cast of Kings разогревала Vains of Jenna в качестве нового фронтмена. В августе выходит мини-альбом We Can Never Die, который состоял из заглавной новой песни и перезаписанных с Форте «Everybody Loves You When You’re Dead», «The Art of Telling Lies» и «Better Off Alone». 20 августа Vains of Jenna объявляют о пополнении состава за счёт гитариста Антона Севхолта. В сентябре выходит клип на перезаписанную версию песни «Everybody Loves You When You’re Dead».
В октябре группа возвращается в США для тура в поддержку We Can Never Die и даёт концерты в Южной Америке. В ноябре они приступают к записи альбома каверов, под руководством бывшего басиста L.A. Guns и продюсера Адама Гамильтона. 5 апреля 2011 года на лейбле Deadline Music выходит альбом Reverse Tripped. Первым синглом с него стала кавер-версия песни Си Ло Грина «Fuck You!», на которую был снят клип. Радио-версия песни получила название «Forget You». За выпуском альбома последовал Североамериканский тур, во время которого группа посетила 54 города, и столь же долгий Европейский тур.
21 января 2012 года было объявлено, что Джесси Форте переходит в Lynch Mob, однако вскоре после этой новости старый вокалист Lynch Mob вернулся, оставив Форте не у дел. Через пять дней, 26 января Vains of Jenna написали на своих официальных страницах на Facebook и Myspace следующее сообщение:

Vains of Jenna называют это завершением. После семи лет, мы мирно и обоюдно решили закончить с Vains of Jenna. За этим решением нет никакой драмы. Мы просто почувствовали, что пришло время двигаться дальше в наших жизнях и завершить эту главу. Это было действительно потрясающее путешествие для нас на протяжении всех лет, и мы благодарны за предоставленную возможность сделать то, что мы сделали с этой группой. Огромное спасибо всем тем, кто был с нами, кто нас поддерживал, и конечно, всем нашим поклонникам со всего мира. Мы любим вас. 1,2,3,4, КОНЕЦ!!! Ники, Джеки, Джей Пи и Джесси.

## Состав
Бывшие участники
- Лиззи Дивайн (Джимми Йоханссон) — вокал, ритм-гитара (2005—2010)
- Джей Пи Уайт (Ханс Йоаким Петерссон) — бас-гитара, бэк-вокал (2005—2012)
- Ники Кин (Никлас Ландал) — лид-гитара, фортепиано, бэк-вокал (2005—2012)
- Джеки Стоун (Эмиль Петерссон) — ударные, перкуссия (2005—2012)
- Джесси Форте — вокал (2010—2012)
- Антон Севхолт — гитара, бэк-вокал (2009—2011)

## Туровые участники
- Джоэл Элиассон — ритм-гитара (2012, Европа/США)
- Рокси Вэйн — ритм-гитара (2010, США)

## Дискография

### Студийные альбомы
| Год  | Название                                                                        |
| ---- | ------------------------------------------------------------------------------- |
| 2006 | Lit Up/Let Down - Релиз: июнь 2006 - Лейбл: RLS/Raw Noise                       |
| 2006 | The Demos - Релиз: сентябрь 2006 - Лейбл: Переиздание на RLS/Raw Noise          |
| 2006 | Lit Up/Let Down - Релиз: 24 октября 2006 - Лейбл: Filthy Note/Fontana/Universal |
| 2009 | The Art of Telling Lies - Релиз: 15 сентября 2009 - Лейбл: RLS/Raw Noise        |
| 2011 | Reverse Tripped - Релиз: 5 апреля 2011 - Лейбл: Deadline Music                  |

### Мини-альбомы
- The Demos (2005)
- No One’s Gonna Do It for You (2005)
- Baby’s Got a Secret (2005)
- We Can Never Die (2010)

### Синглы
| Год  | Название                                                             | Альбом                  |
| ---- | -------------------------------------------------------------------- | ----------------------- |
| 2006 | «No One’s Gonna Do It for You» - Релиз: Август 2006                  | Lit Up/Let Down         |
| 2007 | «Enemy in Me» - Релиз: Сентябрь 2007                                 | Viva la Bands, Volume 2 |
| 2009 | «Get It On» - Релиз: Август 2009                                     | The Art of Telling Lies |
| 2010 | «Mind Pollution» - Релиз: Январь 2010                                | The Art of Telling Lies |
| 2010 | «Everybody Loves You When You’re Dead-2010 Mix» - Релиз: Август 2010 | We Can Never Die        |
| 2011 | «Fuck You»/«Forget You» (radio edit) - Релиз: Март 2011              | Reverse Tripped         |

### Участие в сборниках
- Hollywood Hairspray, Vol. 4 — «A.S.A.D.» (2005; Perris)
- Viva la Bands, Volume 2 — «Enemy in Me» (2007; Ferret Music/Filthy Note)
- Valentine’s Day Collection for the Broken Hearted — «Fuck You» (2011; Goldenlane)

## Видеография
| Год  | Песня                                                       | Режиссёр                            |
| ---- | ----------------------------------------------------------- | ----------------------------------- |
| 2006 | «No One’s Gonna Do It for You» (видеоклип)                  | Bam Margera                         |
| 2007 | «Enemy in Me» (концертная съёмка)                           | Daryl Rota                          |
| 2008 | «Enemy in Me» (видеоклип)                                   | Sean Thomas for Cla$ick Los Angeles |
| 2009 | «Get It On» (видеоклип)                                     | R. Florio/D. Kuhlmann               |
| 2010 | «Mind Pollution» (видеоклип)                                | Noah Shulman                        |
| 2010 | «Everybody Loves You When You’re Dead-2010 Mix» (видеоклип) | Eric Sernrot & JP White.            |
| 2011 | «Fuck You» — «Forget You» (radio edit) (видеоклип)          | Blake Bogdanovich.                  |